# 大坂桃香
大坂 桃香（おおさか ももか）は、日本の子役。劇団ひまわり所属。

## 出演

### テレビドラマ
- NHK大分 地域発ドラマ「君の足音に恋をした」 - ヒロインの幼少期 役

### 映画
- vlog映画「グッバイコスモス」 - 子あさぎーにょ 役

### CM
- シャインウォーター「学芸会子どもたちの合唱」 - センターの女の子 役

### 舞台
- 2023年 博多座「六月博多座大歌舞伎」 - 豆どん 役

### その他
- 第54回 カワイうたのコンクール九州大会-金賞
- RKB朗読コンクール-グランプリ